# Velká Bíteš
Velká Bíteš är en stad i Tjeckien.   De ligger i distriktet Okres Žďár nad Sázavou och regionen Vysočina, i den sydöstra delen av landet, 160 km sydost om huvudstaden Prag. Velká Bíteš ligger 477 meter över havet och antalet invånare är 4 843.
Terrängen runt Velká Bíteš är platt. Runt Velká Bíteš är det ganska tätbefolkat, med 65 invånare per kvadratkilometer. Närmaste större samhälle är Velké Meziříčí, 17,3 km väster om Velká Bíteš. I omgivningarna runt Velká Bíteš växer i huvudsak blandskog.